# Weidenhammer Packaging Group
Die Weidenhammer Packaging Group (WPG) war bis zur Übernahme durch Sonoco am 31. Oktober 2014 ein deutsches, familiengeführtes Unternehmen mit Sitz in Hockenheim, Baden-Württemberg. Sie gehörte zu den führenden Herstellern von Kombidosen, Kombitrommeln, Schmuckdosen und Kunststoffverpackungen. Diese Verpackungsformen werden in den Bereichen Lebensmittel, Tiernahrung, Kosmetik- und Haushaltsprodukte, Spielzeug, Gartenprodukte und Tabakerzeugnisse eingesetzt.

## Geschichte
Arthur Weidenhammer gründete 1955 das mittelständische Unternehmen in Hockenheim. Nachdem Großkunden wie Colgate-Palmolive, Franck & Kathreiner und Sunlicht gewonnen wurden, arbeiten 1962 bereits 85 Arbeitnehmer für die Firma. 1977 wurden die Schmalbach-Lubeca-Werke in Worms und Lübeck übernommen. 1980 erzielte das Segment der Kombidosen erstmals den größten Anteil am Gesamtumsatz des Unternehmens. 
Mitte der 1990er Jahre musste das Unternehmen durch die Einführung der Verpackungsverordnung einen Umsatzeinbruch hinnehmen, weil viele Kunden Kombitrommeln durch Faltschachteln ersetzten. 
2005 gründete das Unternehmen die Sparte Weidenhammer Plastic Packaging (WPP) und erweiterte das Produktportfolio um Kunststoffverpackungen.
Am 25. August 2014 wurde bekannt gegeben, dass die Weidenhammer Packaging Group vom US-Konkurrenten Sonoco für einen Kaufpreis von 286 Millionen Euro übernommen werden sollte. Die Transaktion wurde am 31. Oktober 2014 abgeschlossen. In der Folge wurde die Produktionsstandorte unter der neuen Firma Sonoco Consumer Products Europe weitergeführt.

## Unternehmensstruktur

### Übersicht
Vor dem Verkauf aller Anteile an Sonoco war das Unternehmen in Familienbesitz, alle vier Gesellschafter stammten aus der Familie Weidenhammer. 

### Standorte und Produktion
Die WPG unterhält Produktionsstandorte in Belgien, Deutschland, Frankreich, Großbritannien, Griechenland, den Niederlanden, Russland und den USA. Die Werke haben sich jeweils auf bestimmte Produkte spezialisiert:

## Produkte

### Kombidosen/Kombitrommeln
Nach dem Zweiten Weltkrieg wurden Kombidosen als Alternative zur Weißblechdose entwickelt. Der Name der Verpackung erklärt sich aus der Kombination verschiedener Materialien: Zu 90 Prozent bestehen Kombidosen aus Recyclingpapier; Boden und Verschluss werden aus Kunststoff oder Metall gefertigt. Die Dosenwandung entsteht aus mehreren Materialschichten. Eine innere Barriereschicht aus Aluminiumfolie oder spezifischem Barrierematerial aus Recyclingkarton wird hierbei mit einem aufkaschierten Etikett als Außenschicht kombiniert. Sperrschichten aus Wachs oder einer Aluminiumauskleidung schützen die enthaltenen Produkte gegen Fett und Feuchtigkeit. 
Die WPG fertigt Kombidosen in runden, ovalen und unrunden Formaten mit unterschiedlichen Füllhöhen und einem Fassungsvermögen von 50 Millilitern bis zu 5 Litern. 

### Kunststoffverpackungen
Die Sparte Weidenhammer Plastic Packaging (WPP) fertigt Kunststoffverpackungen in Zwenkau und Bradford. Hier entstehen vorrangig Becher, Dosen und Schalen mit einem Volumen ab 100 Millilitern und Eimer von 1 bis 11,4 Litern Inhalt. Die Verpackungen werden im In-Mould Labelling-Verfahren hergestellt. Dieses Verfahren ermöglicht die Verpackungsherstellung und Dekoration in einem einzigen Arbeitsgang: Das Etikett besteht vorzugsweise aus dem gleichen Kunststoff wie der Behälter. Beide Teile verschmelzen während der Verarbeitung, zusätzliche Haftvermittler wie Klebstoffe werden nicht benötigt. Dadurch ergeben sich auch Vorteile im Hinblick auf das spätere Recycling der Verpackung, da Etikett und Behälter nicht getrennt wiederverwertet werden müssen.
Für sensible Produkte wie sterilisierte und pasteurisierte Lebensmittel werden Kunststoffbehälter im Spritzgussverfahren hergestellt.